# باربتا
باربتا رمزها «BA» (بالإنجليزية: Barpeta)‏ ، هو تقسيم إداري لدولة الهند تتبع ولاية أسام (بالإنجليزية: Assam)‏ ، مركزها هو مدينة باربتا (بالإنجليزية: Barpeta)‏ عدد سكانها حسب تعداد سنة 2001 هو 1,642,420 ، مساحتها 3,245 كم² وكثافة السكان 506 لكل كم² .